# Carolina Luisa di Assia-Homburg
Carolina d'Assia-Homburg (Homburg, 26 agosto 1771 – Rudolstadt, 20 giugno 1854) fu principessa reggente del principato di Schwarzburg-Rudolstadt.

## Biografia
Carolina era figlia del langravio Federico V d'Assia-Homburg e di sua moglie, Carolina d'Assia-Darmstadt. Ricevette un'educazione completa ed accurata.
Sposò il 21 luglio 1791 a Homburg il principe Luigi Federico II di Schwarzburg-Rudolstadt. Carolina era una giovane principessa ben educata e sostanzialmente sensibile alla vita artistica della sua nuova patria.
Prima della battaglia di Saalfeld, il principe Luigi Ferdinando di Prussia fece visita alla famiglia dei principi di Rudolstadt: Carolina descrisse nel suo diario l'ultima sera del principe, che venne ucciso l'indomani nel corso della battaglia.
Con la morte del marito nel 1807 divenne reggente per conto del figlio Federico Günther. La sua reggenza coincise con l'instaurazione della Confederazione del Reno.
Dopo che il figlio ebbe raggiunto la maggiore età, Carolina continuò ad esercitare una forte influenza durante il suo governo. Il paese nel 1816 ricevette una costituzione e nel 1835 entrò a far parte dell'Unione doganale tedesca.
Alla principessa si dovettero la creazione di un istituto scolastico a Keilhau, guidato da Friedrich Froebel, e la realizzazione di un giardino d'infanzia da parte dello stesso nel 1840 a Blankenburg.
Fu amica e corrispondente di Goethe, di Schiller e di Wilhelm von Humboldt. Quest'ultimo la definì una "donna che raramente si trova."
Lasciò una collezione di propri disegni e acquerelli, che rappresentano la natura secondo le modalità del Romanticismo tedesco. Molti di essi ritraggono il parco del castello di Homburg, dove Carolina era nata ed aveva trascorso l'infanzia e l'adolescenza, ma vi sono anche schizzi dei suoi viaggi e delle sue passeggiate.
Morì il 20 giugno 1854 a Rudolstadt.

## Figli
Dal suo matrimonio con Luigi Federico, Carolina ebbe i seguenti figli:
- Cecilia  (1792–1793)
- Federico Günther, Principe di Schwarzburg-Rudolstadt (1793-1867)

∞ 1. 1816 Principessa Augusta di Anhalt-Dessau (1793–1854)
∞ 2. 1855 (morganatico) Gräfin Helene von Reina (1835–1860)
∞ 3. 1861 (morganatico) Marie Schultze (1840–1909), „Gräfin von Brockenburg“ 1861
- Principessa Tecla (1795-1861)

∞ 1817 Principe Ottone Vittorio di Schönburg-Waldenburg
- Principessa Carolina (*/† 1796)
- Alberto, Principe di Schwarzburg-Rudolstadt (1798-1869)

∞ 1827 Principessa Augusta di Solms-Braunfels (1804–1865)
- Bernardo (1801-1816)
- Rodolfo (1801–1808)

## Ascendenza
|                                           |                                         |                                                         | Genitori                                                 |  |  | Nonni |  |  | Bisnonni                                     |  |  | Trisnonni                              |  |
|                                           |                                         |                                                         |                                                          |  |  |       |  |  | Langravio Casimiro Guglielmo d'Assia-Homburg |  |  | Federico II, Langravio d'Assia-Homburg |  |
|                                           |                                         |                                                         |                                                          |  |  |       |  |  | Langravio Casimiro Guglielmo d'Assia-Homburg |  |  | Federico II, Langravio d'Assia-Homburg |  |
|                                           |                                         | Principessa Luisa Elisabetta di Curlandia               |                                                          |  |  |       |  |  | Langravio Casimiro Guglielmo d'Assia-Homburg |  |  |                                        |  |
| Federico IV, Langravio d'Assia-Homburg    |                                         |                                                         |                                                          |  |  |       |  |  | Langravio Casimiro Guglielmo d'Assia-Homburg |  |  |                                        |  |
|                                           |                                         | Contessa Cristina Carlotta di Solms-Braunfels           | Guglielmo Maurizio, Conte di Solms-Braunfels             |  |  |       |  |  |                                              |  |  |                                        |  |
|                                           |                                         | Contessa Cristina Carlotta di Solms-Braunfels           | Guglielmo Maurizio, Conte di Solms-Braunfels             |  |  |       |  |  |                                              |  |  |                                        |  |
|                                           |                                         | Contessa Cristina Carlotta di Solms-Braunfels           | Langravia Maddalena Sofia d'Assia-Homburg                |  |  |       |  |  |                                              |  |  |                                        |  |
| Federico V, Langravio d'Assia-Homburg     |                                         | Contessa Cristina Carlotta di Solms-Braunfels           |                                                          |  |  |       |  |  |                                              |  |  |                                        |  |
|                                           |                                         | Federico Guglielmo, Principe di Solms-Braunfels         | Guglielmo Maurizio, Conte di Solms-Braunfels             |  |  |       |  |  |                                              |  |  |                                        |  |
|                                           |                                         | Federico Guglielmo, Principe di Solms-Braunfels         | Guglielmo Maurizio, Conte di Solms-Braunfels             |  |  |       |  |  |                                              |  |  |                                        |  |
|                                           |                                         | Federico Guglielmo, Principe di Solms-Braunfels         | Langravia Maddalena Sofia d'Assia-Homburg                |  |  |       |  |  |                                              |  |  |                                        |  |
| Contessa Ulrica Luisa di Solms-Braunfels  |                                         | Federico Guglielmo, Principe di Solms-Braunfels         |                                                          |  |  |       |  |  |                                              |  |  |                                        |  |
|                                           |                                         | Contessa Sofia Maddalena Benigna di Solms-Utphe-Laubach | Carlo Ottone, Conte di Solms-Laubach-Utphe e Tecklenburg |  |  |       |  |  |                                              |  |  |                                        |  |
|                                           |                                         | Contessa Sofia Maddalena Benigna di Solms-Utphe-Laubach | Carlo Ottone, Conte di Solms-Laubach-Utphe e Tecklenburg |  |  |       |  |  |                                              |  |  |                                        |  |
|                                           |                                         | Contessa Sofia Maddalena Benigna di Solms-Utphe-Laubach | Contessa Luisa di Schönburg-Waldenburg                   |  |  |       |  |  |                                              |  |  |                                        |  |
| Langravia Carolina Luisa d'Assia-Homburg  |                                         | Contessa Sofia Maddalena Benigna di Solms-Utphe-Laubach |                                                          |  |  |       |  |  |                                              |  |  |                                        |  |
|                                           | Luigi VIII, Langravio d'Assia-Darmstadt | Ernesto Luigi, Langravio d'Assia-Darmstadt              |                                                          |  |  |       |  |  |                                              |  |  |                                        |  |
|                                           | Luigi VIII, Langravio d'Assia-Darmstadt | Ernesto Luigi, Langravio d'Assia-Darmstadt              |                                                          |  |  |       |  |  |                                              |  |  |                                        |  |
|                                           | Luigi VIII, Langravio d'Assia-Darmstadt | Dorotea Carlotta di Brandeburgo-Ansbach                 |                                                          |  |  |       |  |  |                                              |  |  |                                        |  |
| Luigi IX, Langravio d'Assia-Darmstadt     | Luigi VIII, Langravio d'Assia-Darmstadt |                                                         |                                                          |  |  |       |  |  |                                              |  |  |                                        |  |
|                                           |                                         | Contessa Carlotta di Hanau-Lichtenberg                  | Giovanni Reinardo III, Conte di Hanau-Lichtenberg        |  |  |       |  |  |                                              |  |  |                                        |  |
|                                           |                                         | Contessa Carlotta di Hanau-Lichtenberg                  | Giovanni Reinardo III, Conte di Hanau-Lichtenberg        |  |  |       |  |  |                                              |  |  |                                        |  |
|                                           |                                         | Contessa Carlotta di Hanau-Lichtenberg                  | Dorotea Federica di Brandeburgo-Ansbach                  |  |  |       |  |  |                                              |  |  |                                        |  |
| Carolina d'Assia-Darmstadt                |                                         | Contessa Carlotta di Hanau-Lichtenberg                  |                                                          |  |  |       |  |  |                                              |  |  |                                        |  |
|                                           |                                         | Cristiano III, Conte Palatino di Zweibrücken            | Cristiano II, Conte Palatino di Zweibrücken              |  |  |       |  |  |                                              |  |  |                                        |  |
|                                           |                                         | Cristiano III, Conte Palatino di Zweibrücken            | Cristiano II, Conte Palatino di Zweibrücken              |  |  |       |  |  |                                              |  |  |                                        |  |
|                                           |                                         | Cristiano III, Conte Palatino di Zweibrücken            | Contessa Caterina Agata di Rappoltstein                  |  |  |       |  |  |                                              |  |  |                                        |  |
| Contessa Palatina Carolina di Zweibrücken |                                         | Cristiano III, Conte Palatino di Zweibrücken            |                                                          |  |  |       |  |  |                                              |  |  |                                        |  |
|                                           |                                         | Carolina di Nassau-Saarbrücken                          | Luigi Crato, Conte di Nassau-Saarbrücken                 |  |  |       |  |  |                                              |  |  |                                        |  |
|                                           |                                         | Carolina di Nassau-Saarbrücken                          | Luigi Crato, Conte di Nassau-Saarbrücken                 |  |  |       |  |  |                                              |  |  |                                        |  |
|                                           |                                         | Carolina di Nassau-Saarbrücken                          | Filippina Enrichetta di Hohenlohe-Langenburg             |  |  |       |  |  |                                              |  |  |                                        |  |
|                                           |                                         | Carolina di Nassau-Saarbrücken                          |                                                          |  |  |       |  |  |                                              |  |  |                                        |  |